# Davide Frattesi
Davide Frattesi (ur. 22 września 1999 w Rzymie) – włoski piłkarz występujący na pozycji pomocnika we włoskim klubie Inter Mediolan oraz w reprezentacji Włoch. Wychowanek Lazio, w trakcie swojej kariery grał także w takich zespołach, jak Ascoli, Empoli oraz Monza.